# Paul Englishby
Paul Englishby (* 1970 in Preston) ist ein britischer Komponist.

## Leben
Paul Englishby erlernte ins einer Jugend das Piano und spielte noch während seiner Schulzeit in unterschiedlichen Bands und Jazz Ensembles mit. Er studierte erfolgreich Komposition am Goldsmiths, University of London und an der Royal Academy of Music. Er fand anschließend Arbeit als Komponist für Theater- und Musicalvorstellungen.
Mit der von Debbie Isitt inszenierten Filmkomödie Confetti – Heirate lieber ungewöhnlich debütierte Englishby 2006 als Filmkomponist für einen Langspielfilm. Seitdem schrieb er als hauptverantwortlicher Komponist für über 30 Film- und Fernsehproduktionen die Musik. Mehrere seiner Musiken wurden für unterschiedliche Film- und Musikpreise nominiert. Für seine Musik zu dem von David Hare inszenierten Fernsehfilm Die Verschwörung – Verrat auf höchster Ebene wurde er mit einem Emmy ausgezeichnet.

## Filmografie (Auswahl)
- 2002: Ten Minutes Older, Episeodenfilm
- 2006: Confetti – Heirate lieber ungewöhnlich (Confetti)
- 2008: Miss Pettigrews großer Tag (Miss Pettigrew Lives for a Day)
- 2009: An Education
- 2009: An Englishman in New York
- 2009: Hamlet
- 2010–2019: Luther (Fernsehserie, 20 Folgen)
- 2011: Die Verschwörung – Verrat auf höchster Ebene (Page Eight)
- 2012: Inside Men
- 2013: Der große Eisenbahnraub 1963 (The Great Train Robbery, Fernsehfilm)
- 2013: Make My Heart Fly – Verliebt in Edinburgh (Sunshine on Leith)
- 2013: The Guilty
- 2014: Die Verschwörung: Gnadenlose Jagd (Salting the Battlefield)
- 2014: Die Verschwörung: Tödliche Geschäfte (Turks & Caicos)
- 2015: A Royal Night – Ein königliches Vergnügen (A Royal Night Out)
- 2015–2016: Die Musketiere (The Musketeers, Fernsehserie, 20 Folgen)
- 2016: Zeugin der Anklage (The Witness for the Prosecution)
- 2016: Berg II (Dag II)
- 2017: Decline and Fall (Miniserie)
- 2019: Queens of Mystery (Fernsehserie)